# Sphoeroides pachygaster
Espèce
Statut de conservation UICN

 LC  : Préoccupation mineure
Sphoeroides pachygaster est une espèce de poissons de la famille des Tetraodontidae.